# Nậm Xe (sông)
Nậm Xe là một con sông trong lưu vực Sông Đà, chảy ở xã Nậm Xe và Sin Suối Hồ huyện Phong Thổ tỉnh Lai Châu, Việt Nam .
Nậm Xe dài 22 km, diện tích lưu vực 173 km², mã sông là "02 02 63 26 03 03" .
Nậm Xe cùng với Nậm Pạc bắt nguồn từ các suối ở vùng đỉnh Bạch Mộc Lương Tử 22°30′28″B 103°35′15″Đ / 22,50767394°B 103,5874936°Đ, chảy về hướng tây.
Tại xã Mường So Nậm Xe đổ vào Nậm So. Nậm So chảy tiếp hướng tây, và đổ vào Nậm Na ở bản Pa So 22°32′39″B 103°17′03″Đ / 22,544183°B 103,284245°Đ, từ đó tới Sông Đà.

## Thủy điện
Trên dòng Nậm Xe có Thủy điện Nậm Pạc công suất lắp máy 34 MW với 2 tổ máy, khởi công tháng 10/2018, dự kiến hoàn thành quý 4/2020  22°30′57″B 103°27′09″Đ / 22,51589°B 103,452627°Đ

## Chỉ dẫn
1. ↑  Trong tiếng Thái-Tày "Nậm" có nghĩa là nước, sông, suối.